# Here’s Freddy!
Here’s Freddy! ist das sechste Extended-Play-Album des österreichischen Schlagersängers Freddy Quinn, das 1959 im Musiklabel Polydor (Nummer 20 575 EPH) erschien.

## Plattencover
Auf dem Plattencover ist Freddy Quinn mit einer Jacke und in deren Taschen eingesteckten Händen zu sehen, während er vor einem Fischernetz und einem Segelschiff steht. Das Segelschiff trägt den Namen „Hamburg“.

## Musik
Die vier Lieder wurden von Freddy Quinn in Englisch gesungen. The Banana Boat Song ist eine Adaption des jamaikanischen Volkslieds Banana Boat Song durch Alan Arkin, Bob Carey und Erik Darling.
I’m Coming Home ist eine Neuaufnahme von Quinns eigenem Lied Wer das vergisst; die neue Version wurde von Paddy Roberts geschrieben und die Originalversion von Lotar Olias und Peter Moesser.
Don’t Forbid Me wurde 1956 von Pat Boone erstmals veröffentlicht und stammt aus der Feder von Charles Singleton. Love Me Ever – Leave Me Never ist ebenfalls eine Übersetzung von einem Freddy-Quinn-Lied in englische Sprache – Heimatlos von Lotar Olias und Peter Moesser – bearbeitet von Paul Francis Webster.

## Titelliste
Das Album beinhaltet folgende vier Titel:
- Seite 1

1. The Banana Boat Song
2. I’m Coming Home

- Seite 2

1. Don’t Forbid Me
2. Love Me Ever – Leave Me Never

## Weitere Veröffentlichungen
Im selben Jahr wurde das Album unter dem Titel Aquí Freddy! in Spanien veröffentlicht.